# Carl Remigius Fresenius

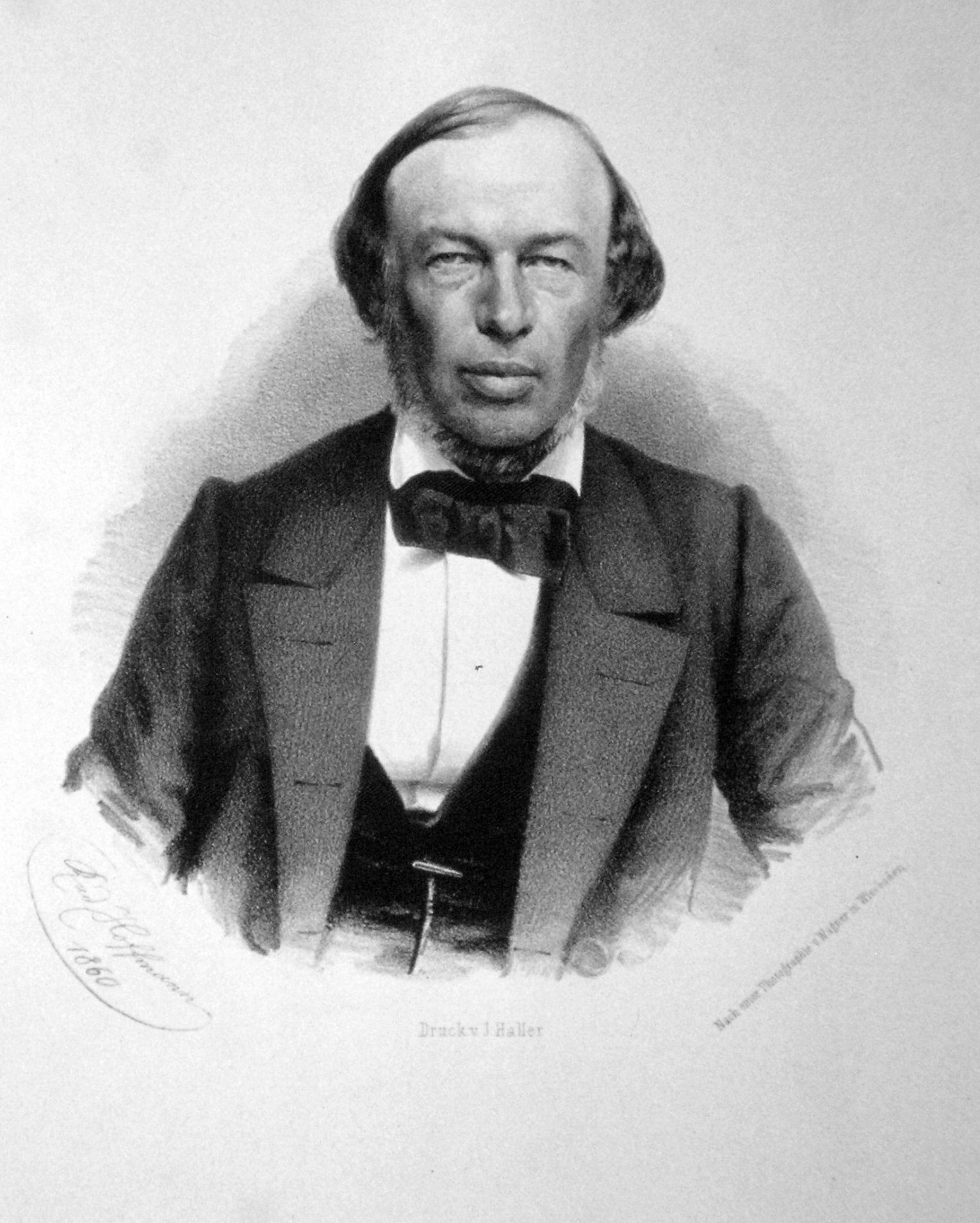
Carl Remigius Fresenius, Lithografie von Rudolf Hoffmann 1860

Carl Remigius Fresenius (* 28. Dezember 1818 in Frankfurt am Main; † 11. Juni 1897 in Wiesbaden) war ein deutscher analytischer Chemiker, Geheimer Hofrat und Begründer und Direktor des chemischen Labors zu Wiesbaden (heute: SGS Institut Fresenius).

## Leben
Carl Remigius war der Sohn des promovierten Rechtsanwalts Jakob Samuel Heinrich Fresenius (* 22. Oktober 1779 in Homburg vor der Höhe; † 22. März 1864 in Frankfurt am Main) und dessen am 19. Dezember 1804 in Frankfurt am Main geheirateten Frau Maria Veronika Finger (* 5. Juni 1779 in Frankfurt am Main; † 20. März 1841 ebenda). Nach seiner Schulzeit am Benderschen Institut in Weinheim und am Städtischen Gymnasium in Frankfurt begann er 1836 eine Lehre in der Steinschen Apotheke in Frankfurt. In seiner Lehrzeit hörte er Vorlesungen bei Rudolf Böttger in Chemie und Physik am Physikalischen Verein. Aufgrund seines großen Interesses an der analytischen Chemie richtete er sich im Gartenhaus seines Vaters ein eigenes kleines Labor ein.
Mit dem Studium der Chemie in Bonn begann er 1840. Bereits im zweiten Semester seines Studiums an der Universität Bonn verfasste er 1841 sein grundlegendes Werk Anleitung zur quantitativen chemischen Analyse, das 17 Auflagen erlebte. Nach seinem Entschluss, sich ganz der Chemie zu widmen, ging er in das damalige Zentrum der Chemie nach Gießen zu Justus Liebig, dessen Privatassistent er von April 1842 bis zum Herbst 1845 war. Die 2. Auflage der Anleitung zur qualitativen chemischen Analyse enthielt ein lobendes Vorwort Liebigs, der es auch als Lehrbuch in seinem Labor einführte. In Anerkennung dieses Werkes promovierte die philosophische Fakultät Carl Fresenius 1842 zum Doktor. 1843 habilitierte er sich als Privatdozent mit einer Arbeit über die sichere quantitative Bestimmung von Arsen, bis ihn im September 1845 ein Ruf als Professor für Chemie, Physik und Technologie an das herzoglich-nassauische Landwirtschaftliche Institut auf dem Hof Geisberg bei Wiesbaden führte.
Im Frühjahr 1848 eröffnete Carl Fresenius nach dem Vorbild von Justus von Liebig sein chemisches Labor in einem von ihm angekauften Haus, das später um einige Abteilungen erweitert und zur Fachakademie ausgebaut wurde. An diesem Chemischen Laboratorium Fresenius Wiesbaden wurde Chemie, ab 1862 im Rahmen der Pharmaceutischen Lehranstalt auch Pharmazie und ab 1868 Agrikulturchemie und Ökologie unterrichtet. Ab 1862 war Fresenius Herausgeber der Zeitschrift für Analytische Chemie. 1873 erschien sein Buch Geschichte des chemischen Laboratoriums zu Wiesbaden. Im Jahr 1852 wurde er zum Mitglied der Leopoldina gewählt. 1875 wurde er als korrespondierendes Mitglied in die Bayerische und 1888 in die Preußische Akademie der Wissenschaften aufgenommen. Er war Mitglied der Gesellschaft Deutscher Naturforscher und Ärzte.

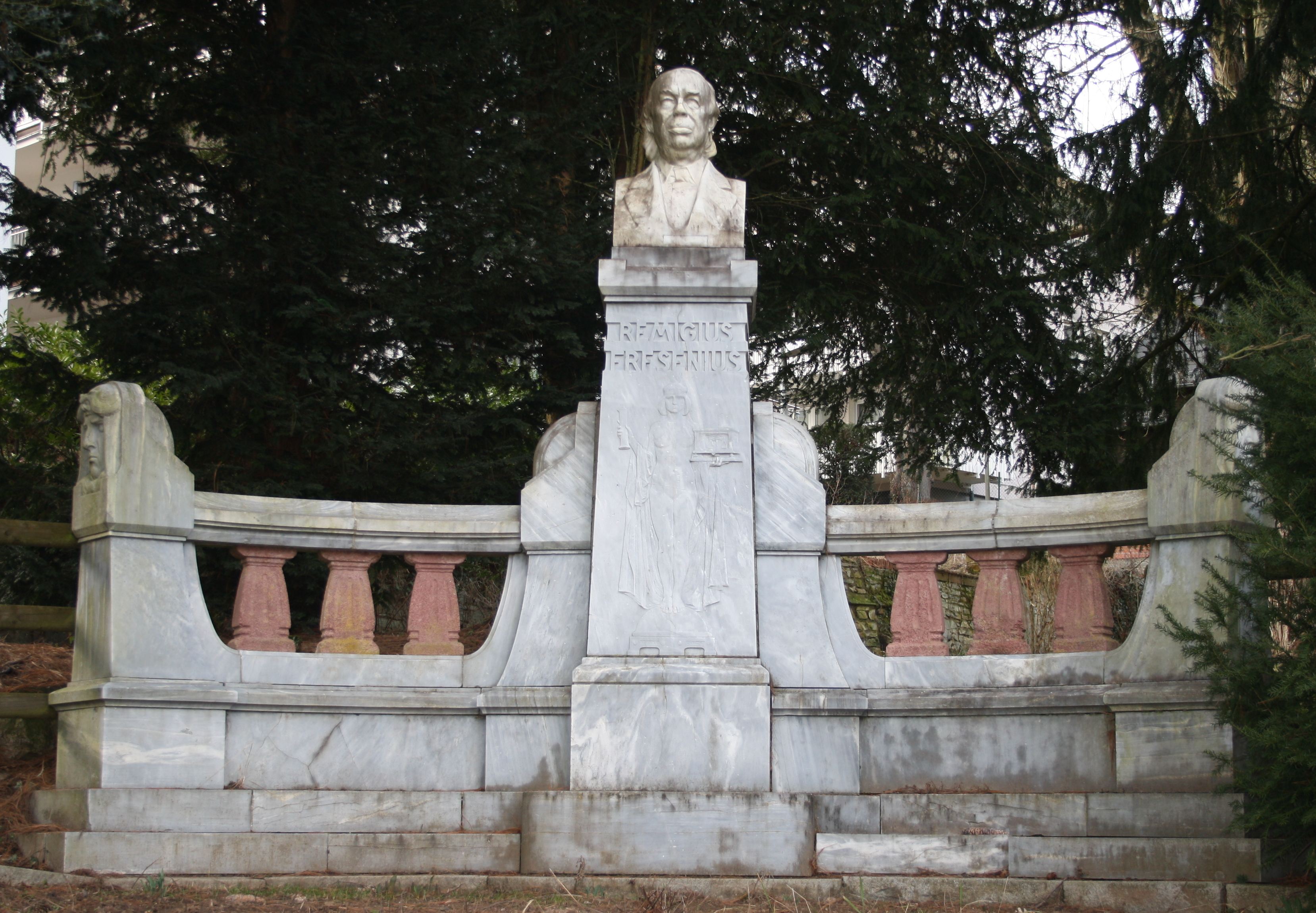
Denkmal für Fresenius im Dambachtal in Wiesbaden

Aufgrund seiner pädagogischen Begabung prägte Carl Fresenius einen großen Schülerkreis. Im Jahre 1892 wurde Carl Fresenius auf Grund seiner Verdienste um die Stadt Wiesbaden zum Ehrenbürger der Stadt ernannt. Viele Jahre fungierte er hier als Vorsitzender der Wiesbadener Stadtverordnetenversammlung.
Er wurde auf dem Alten Friedhof in Wiesbaden beigesetzt.

## Familie
Fresenius war zweimal verheiratet. Seine erste Ehe schloss er am 21. September 1845 in Gießen mit Marie Luise Gertrude Charlotte Rumpf (* 27. August 1819 in Gießen; † 23. April 1873 in Illenau/Baden), eine Tochter des Literaturwissenschaftlers Friedrich Karl Rumpf. Eine zweite Ehe ging er am 14. Mai 1874 in Wiesbaden mit Auguste Marianne Ferdinande Elisabeth Fritze (* 7. Oktober 1834 in Biebrich; † 9. März 1920 in Wiesbaden) ein, die Tochter des nassauischen Leibarztes und geheimen Hofrats in Biebrich Dr. med. Wilhelm Fritze und dessen Frau Dorothea geb. Stuhl. Aus erster Ehe stammen Kinder. Von diesen kennt man:
1. Sohn N.N. Fresenius (* & † 17. Mai 1846 in Wiesbaden (Totgeburt))
2. Sohn Remingus Heinrich Fresenius (* 14. November 1847 in Wiesbaden; † 14. Februar 1920 ebenda)
3. Tochter Marie Luise Fresenius (* 28. Juli 1849 in Wiesbaden; † 21. Dezember 1917 in Auerbach an der Bergstraße) 19. März 1873 in Wiesbaden mit dem Landwirt in Hayna bei Darmstadt und Freiherrn Karl Albrecht von Wangenheim (* 23. Februar 1839 in Kassel; † 29. März 1911 in Auerbach)
4. Sohn Friedrich Wilhelm August Fresenius (* 28. September 1850 in Wiesbaden; † 21. Juni 1924 ebenda), Dr. phil., 1886 bis 1891 Herausgeber der deutschen Literaturzeitung, Mitarbeiter an der großen Weimarer Goetheausgabe, Schriftsteller, ⚭ Laura Maria Elisabeth Wesche (* 31. Mai 1854 in Ilsenburg am Harz; † 31. Juli 1934 in Biebrich bei Wiesbaden)[7]
5. Tochter Sophie Antonie Fresenius (* 8. September 1851 in Wiesbaden) ⚭ 17. November 1873 in Wiesbaden mit dem Apotheker in Biebrich, später in Wiesbaden Philipp Heinrich Curtze (* 13. September 1846 in Worms; † 6. November 1916 in Wiesbaden)[8]
6. Sohn Christian Carl Fresenius (* 6. November 1854 in Wiesbaden; † 27. Februar 1856 ebenda)
7. Sohn Theodor Wilhelm Fresenius (* 1. Juli 1856 in Wiesbaden; † 2. April 1936 ebenda)
8. Tochter Anna Auguste Fresenius (* 24. Oktober 1857 in Wiesbaden; † 28. September 1928 ebenda), ⚭ 30. April 1881 in Wiesbaden mit dem Chemiker Ernst Jakob Hintz (* 14. Mai 1854 in Worms; † 13. August 1934 in Wiesbaden)
9. Sohn Heinrich Eduard Fresenius (* 21. Juli 1859 in Wiesbaden; † 22. September 1859 ebenda)
10. Tochter Charlotte Auguste Emilie Fresenius (* 22. Januar 1863 in Wiesbaden), ⚭ 25. August 1892 mit dem Generaldirektor des Vereins für chemische Industrie in Frankfurt am Main Ernst Hermann Dietze (* 12. September 1837 in Frankfurt am Main; † 21. Oktober 1917 ebenda), dem Sohn des August Dietze und der Auguste geb. Fresenius.

## Tätigkeitsfelder
- Mineralwasseranalysen

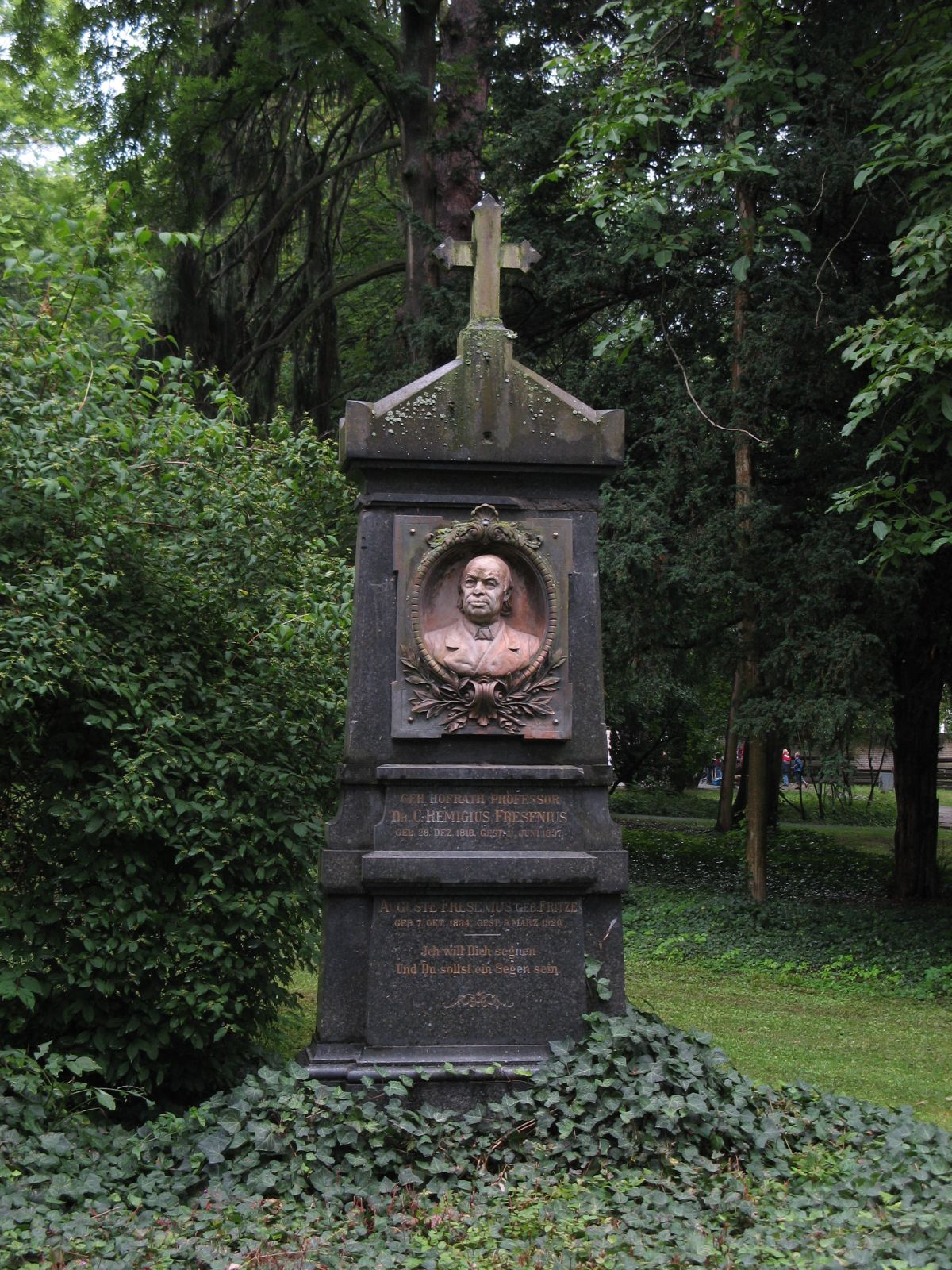
Grabstein von Fresenius am Alten Friedhof Wiesbaden

- Untersuchung der wichtigsten nassauischen Tone
- Untersuchung von Obstarten, Mosten und Weinen

## Ehrungen

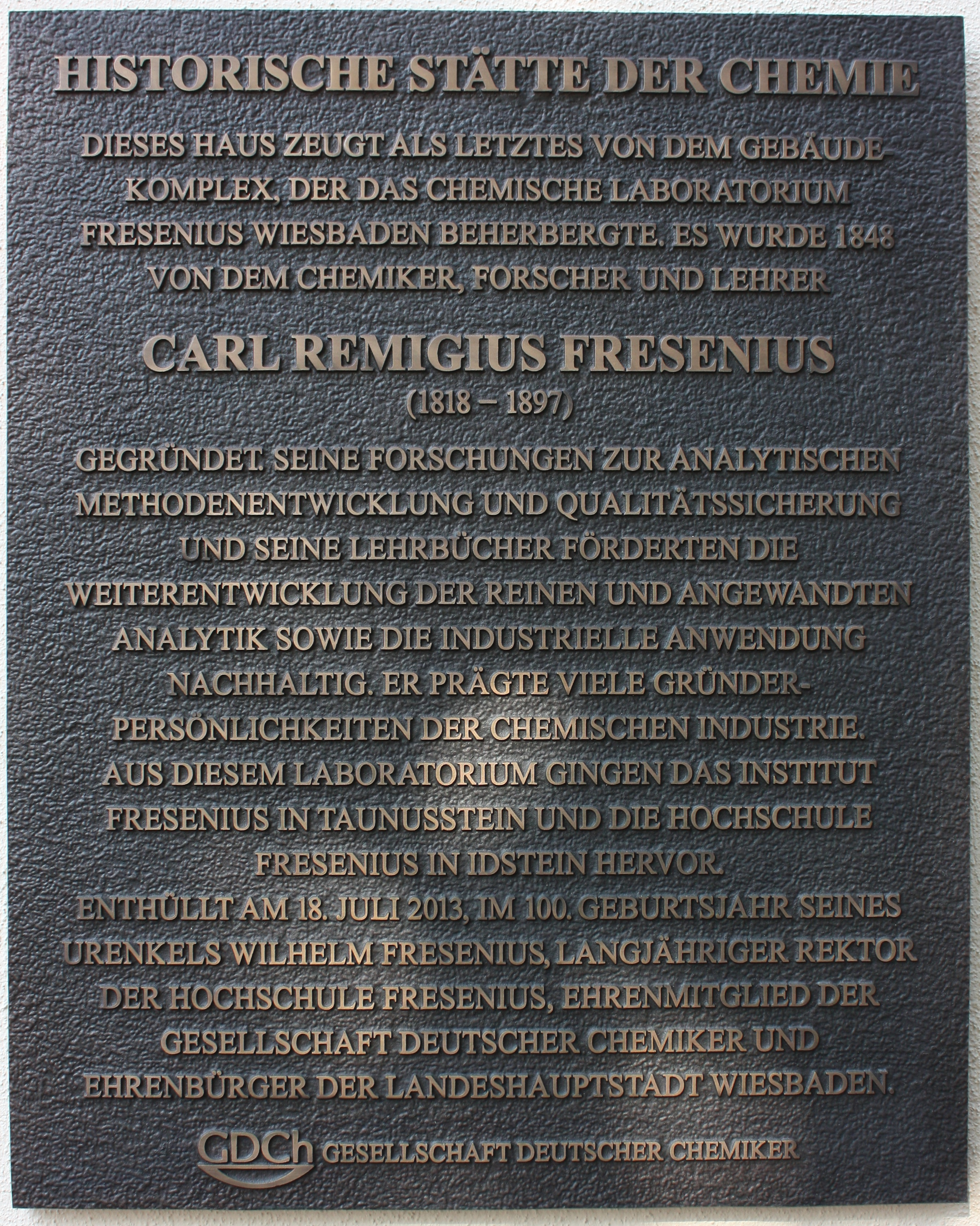
Gedenktafel am ehemaligen Gebäude des Laboratorium Fresenius in Wiesbaden

1899 wurde er zum Ehrenmitglied des Nassauischen Vereins für Naturkunde ernannt, 1892 Ehrenbürger der Stadt Wiesbaden. Der Berliner Bildhauer Karl Reinert schuf 1904 ein Denkmal mit der Büste Fresenius’ aus carrarischem Marmor, das in einer Grünanlage an der Freseniusstraße in Wiesbaden aufgestellt wurde. Die Inschrift an der Vorderseite des Sockels „Remigius / Fresenius“ bezeichnet den Dargestellten.
Die Stadt Frankfurt am Main hat die Freseniusstraße im Stadtteil Westend zu seinen Ehren benannt. Benachbart heißen weitere Straßen nach bedeutenden Chemikern bzw. Managern der chemischen Industrie. Diese Wohnstraßen entstanden alle ab 1928 parallel zum Bau des I. G.-Farben-Hauses. Auch in München-Obermenzing gibt es eine nach ihm benannte Straße.
Die Gesellschaft Deutscher Chemiker zeichnete 2013 das von Carl Remigius Fresenius im Jahr 1848 gegründete chemische Laboratorium Fresenius als „Historische Stätte der Chemie“ aus und würdigte damit die Anfänge der Analytischen Chemie.

## Politische Laufbahn
Fresenius war von 1848 bis 1851 Mitglied der nassauischen Abgeordnetenkammer für den Wahlkreis XII (Wiesbaden/Hochheim). Im Landtag war er Mitglied im Club der Rechten. 1852 wurde er für die Gruppe der Gewerbetreibenden in die Erste Kammer der Landstände des Herzogtums Nassau gewählt, nahm die Wahl jedoch nicht an. In einer Nachwahl wurde dann der Kaufmann Gottfried Ruß gewählt; diese Wahl wurde für ungültig erklärt. Von 1893 bis 1897 war er Mitglied des Kommunallandtags für den Bezirk Wiesbaden, des Provinziallandtags für die Provinz Hessen-Nassau und Vorsitzender der Wiesbadener Stadtverordnetenversammlung.

## Schriften
- Neue Verfahrensweisen zur Prüfung der Pottasche und Soda, der Aschen, der Säuren, insbesondere des Essigs, so wie des Braunsteins auf ihren wahren Gehalt und Handelswerth: für Chemiker, Pharmaceuten, Techniker und Kaufleute; lediglich nach eigenen Versuchen bearbeitet. Winter, Heidelberg 1843 (Digitalisat)
- Die Experimentaluntersuchen über den Nachweis des Arsen
- Lehrbuch der Chemie für Landwirthe, Forstmänner und Cameralisten. 1847
- Über die Anwendung des Cyankaliums in der chemischen Analyse
- Über die Anorganischen Bestandtheile der Pflanzen
- Über die Bestimmung des Fluors
- Über die Trennung von Kalk, Strontian und Baryt
- Anleitung zur quantitativen chemischen Analyse oder die Lehre von der Gewichtsbestimmung und Scheidung der in der Pharmacie, den Künsten, Gewerben und der Landwirtschaft häufiger vorkommenden Körper in einfachen und zusammengesetzten Verbindungen: für Anfänger und Geübtere; mit 190 Holzstichen. 5. Auflage. Vieweg, Braunschweig 1866 (Digitalisat 2. Abdruck 1866 in der Google-Buchsuche; Digitalisat 3. Abdruck 1870 Düsseldorf)
- Anleitung zur qualitativen chemischen Analyse oder die Lehre von den Operationen, von den Reagentien und von dem Verhalten der bekannteren Körpern zu Reagentien: für Anfänger und Geübtere. 9. Auflage Vieweg, Braunschweig 1856 (Digitalisat in der Google-Buchsuche, Digitalisat Düsseldorf)